# Zusatzversorgung des öffentlichen Dienstes
Die Zusatzversorgung des öffentlichen Dienstes (ZÖD) gehört in Deutschland zu den Altersvorsorgesystemen und stellt eine ergänzende Altersvorsorgemaßnahme für die Arbeitnehmer des öffentlichen Dienstes dar. Der größte Träger der ZÖD ist die Versorgungsanstalt des Bundes und der Länder (VBL). Daneben bestehen noch 24 Zusatzversorgungskassen des kommunalen und kirchlichen Dienstes, die unter dem Dach der Arbeitsgemeinschaft kommunale und kirchliche Altersversorgung (AKA) e. V. zusammengefasst sind.

## Die ZÖD von 1967 bis 2001 – die Zeit der Gesamtversorgung
Durch die Überschneidung der Tätigkeitsfelder von Tarifbeschäftigten und Beamten im öffentlichen Dienst gab es seit dem Beginn des 20. Jahrhunderts Bestrebungen, neben der Entlohnung auch die Alterssicherung der beiden Beschäftigungstypen weitgehend aneinander anzugleichen. Als besonderer Umstand galt dabei, dass die Tarifbeschäftigten des öffentlichen Dienstes im Regelfall bereits in der gesetzlichen Rentenversicherung pflichtversichert sind. Unter der Zielsetzung, den Tarifbeschäftigten eine möglichst beamtengleiche Altersversorgung zu verschaffen, bestand die Aufgabe der ZÖD somit darin, die gesetzlichen Renten der Versicherten derart aufzustocken, dass sich in der Summe eine Altersversorgung ergab, die mit entsprechenden Beamtenpensionen vergleichbar war.
Aus diesem Grund wurde in der ZÖD im Jahr 1967 per Tarifvertrag das sog. Gesamtversorgungssystem eingeführt. Hierbei wurde den Tarifbeschäftigten nicht mehr eine konkrete Höhe der zusätzlichen Rente zugesagt, sondern eine Gesamtversorgung, die sich im Wesentlichen nach den Regelungen der Beamtenversorgung bemaß (Versorgung aus dem letzten Amt, zeitanteilige Versorgungsstaffel). Als Zusatzrente ausgezahlt wurde jedoch nur die Differenz zwischen zugesagter Gesamtversorgung und der gesetzlichen Rentenversicherung, die der Versicherte ohnehin bezog. Aufgrund der verschiedenen Anpassungsmodalitäten von Beamtenpensionen und gesetzlichen Renten sowie der unterschiedlichen steuer- und sozialabgabenrechtlichen Regelungen für Beamte und Tarifbeschäftigte konnte das Ziel einer möglichst beamtengleichen Versorgung der Tarifbeschäftigten nur zu einem unbefriedigenden Grad erreicht werden. Insbesondere ergaben sich bis dahin immer wieder drastische Fälle von Überversorgung, bei denen die Tarifbeschäftigten nach dem Renteneintritt teilweise Alterseinkünfte bezogen, die ihre letzten Nettobezüge überstiegen. Erst mit der Einführung der sogenannte Spitzanrechnung der laufenden gesetzlichen Renten im Jahr 1981 und der Umstellung auf die sogenannte Netto-Gesamtversorgung im Jahr 1983 konnte das Leistungsniveau der ZÖD an die Beamtenversorgung angeglichen werden (allerdings mit langwierigen Übergangsregelungen zur Besitzstandswahrung). Im Ergebnis stand jedoch ein Leistungsrecht der Zusatzversorgung, das zum einen hochgradig komplex und intransparent war, und das zum anderen vielfältigen Abhängigkeiten zum Steuer-, Sozialabgaben- und Rentenrecht unterlag.
Auch wenn sich das Leistungsrecht der Gesamtversorgung an der Beamtenversorgung orientierte, stand eine Anpassung der Finanzierungsseite nie zur Diskussion. Mit der Einführung der Gesamtversorgung im Jahr 1967 wurde auch die Finanzierung der Zusatzversorgung modifiziert und auf ein Umlageverfahren umgestellt. Den größten Teil der Zeit der Gesamtversorgung wurde die Zusatzversorgung bei der VBL und den kommunalen Zusatzversorgungskassen durch Arbeitgeberumlagen finanziert. Diese galten jedoch steuerrechtlich als Lohnbestandteil und waren damit beim Arbeitnehmer prinzipiell steuer- und sozialabgabenpflichtig. Das Gesamtversorgungssystem wurde somit durch Lohnbestandteile der Beschäftigten finanziert, wodurch sich die ZÖD deutlich von der Beamtenversorgung unterscheidet, bei der keine Beiträge bzw. Umlagen erhoben werden.

## Der Systemwechsel in der ZÖD im Jahr 2002
Die Notwendigkeit zu einer Abkehr vom Gesamtversorgungssystem wurde durch strukturelle, finanzielle und rechtliche Faktoren begünstigt.
Die strukturellen Defizite lagen in den vielfältigen Abhängigkeiten des Gesamtversorgungssystems zu Bezugssystemen außerhalb der Entscheidungshoheit der Tarifpartner. Dies erzwang ständige Anpassungen. Änderungen bei der gesetzlichen Rentenversicherung, im Steuerrecht, bei Sozialabgaben und bei der Beamtenversorgung erforderten stets Anpassungen der Zusatzversorgung. Dies führte zu finanziellen Mehrbelastungen. Zudem waren Reformen der gesetzlichen Rentenversicherung absehbar, die wiederum hohe Mehrkosten für die Zusatzversorgung des öffentlichen Dienstes erfordern würden.
Auf Ebene der Finanzierung waren durch die Entwicklung des Versichertenbestandes hohe Defizite der Umlagefinanzierung im Abschnittsdeckungsverfahren absehbar.
Mit dem Personalrückbau im öffentlichen Dienst nahm die Versicherten-Anzahl ab. Die Zahl der Verrentungen stieg jedoch durch die Einstellungswelle in den 1960ern und 1970ern an.
Ohnehin steigenden Kosten durch den Anstieg der Rentenzahl stand die abnehmende Umlagebasis gegenüber. Dies erhöhte den Umlagesatz sprungartig.
Bei der VBL beispielsweise stieg der Umlagesatz von 4,8 % im Jahr 1998 auf 7,86 % zuzüglich 2 % Sanierungsgelder im Jahr 2003.
Außerdem erzwang die höchstinstanzliche Rechtsprechung einen Systemwechsel der Zusatzversorgung. Das komplizierte Leistungsrecht brachte teilweise Urteile und Beschlüsse mit sich, die zu neuen Mehrkosten für Zusatzversorgungskassen führten. Dazu zählten das Urteil zu Versichertenrenten vorzeitig Ausscheidender oder das Urteil zur Zusatzversorgung Teilzeitbeschäftigter. Da der Beschluss des Bundesverfassungsgerichts zur Anrechnung der Vordienstzeiten die Gesamtversorgung grundsätzlich in Frage stellte, wurde das Gesamtversorgungssystem mit dem Vertrag „Altersvorsorgeplan 2001“ durch ein an der Privatwirtschaft orientiertes Betriebsrentenmodell auf Versorgungspunkte-Basis ersetzt. Bestehende Renten und Anwartschaften wurden in das Versorgungspunktemodell übertragen.
Das neue Versorgungspunktemodell stellte zahlreiche Versicherte finanziell schlechter als zuvor im Gesamtversorgungssystem.
Die Regelungen zur Übertragung der Anwartschaften wurden nach langjährigen rechtlichen Auseinandersetzungen im Jahr 2018 umgesetzt.

## Die ZÖD ab 2002 („Betriebsrente“)
Ab 1. Januar 2002 wurde die ZÖD in ein Versorgungspunktemodell überführt. Rechtsgrundlage dafür ist der Tarifvertrag über die zusätzliche Altersvorsorge der Beschäftigten des öffentlichen Dienstes vom 1. März 2002 (ATV für Bund/Länder bzw. ATV-K Altersvorsorge-TV-Kommunal).
Entscheidend für die Höhe der Betriebsrente sind die Höhe des jährlichen zusatzversorgungspflichtigen Entgelts und das Alter des Versicherten im Jahr des Entgeltbezugs. Das zusatzversorgungspflichtige Entgelt entspricht in etwa dem steuerpflichtigen Bruttoentgelt, weicht aber von diesem ab, weil einige Entgeltbestandteile nicht zusatzversorgungspflichtig sind und zum anderen ein Hinzurechnungsbetrag das steuerpflichtige Bruttoentgelt erhöht. Dieser Hinzurechnungsbetrag ergibt sich dadurch, dass die Umlagen zur Zusatzversorgung, die vom Arbeitgeber gezahlt werden, zum Teil vom Arbeitnehmer versteuert – und auch in der Sozialversicherung verbeitragt – werden müssen.
Die Versorgungspunkte für ein Kalenderjahr werden ermittelt, indem das zusatzversorgungspflichtige Bruttojahresentgelt des Versicherten durch 12 geteilt und anschließend durch ein sogenanntes Referenzentgelt von 1000 Euro geteilt wird. Die Höhe des Referenzentgeltes ist im ATV bzw. ATV-K festgelegt. Das Ergebnis dieser Division wird mit dem Altersfaktor multipliziert. Der Altersfaktor ist abhängig vom Lebensalter des Versicherten. Er ergibt sich aus einer Tabelle.
Auch soziale Komponenten werden berücksichtigt: Beim Eintritt einer Erwerbsminderung oder Hinterbliebenenrente (Hinzurechnungszeiten) oder für Zeiten einer Elternzeit und des Mutterschutzes werden Versorgungspunkte gutgeschrieben, ohne dass hierfür Einzahlungen vom Arbeitgeber erfolgt sind.
Die monatliche Betriebsrente ergibt sich aus der Multiplikation aller erreichten Versorgungspunkte mit dem Messbetrag von 4 Euro. Die Höhe des Messbetrages ist ebenfalls im ATV bzw. ATV-K festgelegt. Wird die Betriebsrente vorzeitig in Anspruch genommen, verringert sie sich für jeden Monat der vorzeitigen Inanspruchnahme um 0,3 %. Der Abschlag beträgt höchstens 10,8 %.

## Der Übergang
Der Großteil der derzeitigen Arbeitnehmer des ÖD zählt zur sogenannten Übergangsgruppe. Sie erhalten eine sogenannte „Startgutschrift“, bei der die bisher im alten Gesamtversorgungssystem erreichte Anwartschaft auf Versorgungsrente in Versorgungspunkte umgerechnet wird. Dabei wird unterschieden in die Startgutschrift für rentennahe und rentenferne Jahrgänge.
Eine Startgutschrift für „rentennahe Jahrgänge“ erhalten Pflichtversicherte, die am 31. Dezember 2001 und am 1. Januar 2002 pflichtversichert waren und am 1. Januar 2002 bereits das 55. Lebensjahr vollendet hatten – also spätestens am 1. Januar 1947 geboren wurden. Auch Versicherte, die bereits vor dem 14. November 2001 Altersteilzeit oder einen Vorruhestand vereinbart haben, gehören zum Personenkreis der rentennahen Jahrgänge. Die Startgutschrift wird errechnet, indem die Anwartschaft auf Versorgungsrente nach dem alten Gesamtversorgungssystem bis zum 63. Lebensjahr hochgerechnet wird. Weil die versicherte Person im neuen Versorgungspunktemodell ab dem 1. Januar 2002 Versorgungspunkte aufbaut und die hochgerechnete Versorgungsrente ebenfalls Anwartschaften über den 1. Januar 2002 hinaus bereits enthält, werden die Versorgungspunkte abgezogen, die die versicherte Person ab dem 1. Januar 2002 im neuen Versorgungspunktemodell bis zur Vollendung des 63. Lebensjahres erreichen wird.
Eine Startgutschrift für „rentenferne Jahrgänge“ erhalten die Versicherten, die am 31. Dezember 2001 und am 1. Januar 2002 pflichtversichert waren, das 55. Lebensjahr aber noch nicht vollendet hatten – also nach dem 1. Januar 1947 Geborene. Hierbei wird eine sogenannte „Voll-Leistung“ ermittelt. Die Voll-Leistung (= 91,75 Prozent eines fiktiven Nettoentgelts minus der fiktiven gesetzlichen Näherungsrente zum 65. LJ, d. h. 91,75 Prozent einer Nettogesamtversorgung minus Näherungsrente) ist der Versorgungsrentenbetrag, den die versicherte Person erhalten würde, wenn sie/er 45 Jahre lang in der Zusatzversorgung des öffentlichen Dienstes versichert wäre und somit den Höchstversorgungssatz erreicht hätte. Für jedes Jahr der Pflichtversicherung bis zum 31. Dezember 2001 wird für die versicherte Person ein Anteil von 2,25 % an der Voll-Leistung berücksichtigt.
Gegen diese Übergangsregelungen (also die „Startgutschriften“ als Rentenanwartschaften zum 31. Dezember 2001) haben Tausende von Betroffenen Einspruch eingelegt. Einige hundert Personen haben vor den Zivilgerichten geklagt, bis schließlich die angegriffenen Übergangsregelungen vom obersten Zivilgericht der Bundesrepublik, dem Bundesgerichtshof (BGH) in Karlsruhe, am 14. November 2007 in einem Pilotverfahren BGH-Urteil vom 14. November 2007 (Az. IV ZR 74/06) wegen eines Verstoßes gegen den Gleichheitssatz laut Artikel 3 Abs. 1 Grundgesetz zumindest für die rentenfernen Jahrgänge gekippt und damit für unverbindlich erklärt wurden. Gegen vergleichbare BGH-Urteile wurden Verfassungsbeschwerden eingelegt (Az. 1 BvR 1373/08 bzw. 1 BvR 1433/08). Verfassungsbeschwerden zu diesen beiden Verfahren wurden jedoch mit Beschluss des Bundesverfassungsgerichts vom 29. März 2010 (veröffentlicht am 15. April 2010) unter anderem mit dem Hinweis auf die Tarifautonomie nicht angenommen. Eine gegen den generellen Systemwechsel gerichtete Verfassungsbeschwerde hat das Bundesverfassungsgericht mit seinem Beschluss vom 26. April 2015 1 BvR 1420/13 als unzulässig zurückgewiesen. Das Bundesverfassungsgericht stellte fest, dass durch den Systemwechsel weder das Grundrecht auf Eigentum nach Art. 14 Abs. 1 des Grundgesetzes noch das in Art. 2 Abs. 1 in Verbindung mit Art. 20 Abs. 3 GG verankerte Rückwirkungsverbot noch der allgemeine Gleichheitssatz nach Art. 3 Abs. 1 GG verletzt wurden.
Am 30. Mai 2011 haben sich die Tarifvertragsparteien (Bund, Tarifgemeinschaft der Länder, Vereinigung kommunaler Arbeitgeber und die Gewerkschaft ver.di – diese zugleich handelnd für andere Gewerkschaften-) auf den Änderungsvertrag Nr. 5 zum ATV (Altersvorsorgetarifvertrag) bzw. ATV-K (Altersvorsorge-TV-Kommunal) geeinigt. Ein wichtiger Punkt hierin ist die Änderung der Regelungen zur Startgutschriftenberechnung für die rentenfernen Versicherten. Von dieser Neuregelung können die Versicherten profitieren, die erst relativ spät im öffentlichen Dienst angefangen haben. Hierzu wird der bisher ermittelten Startgutschrift eine Vergleichsberechnung (nach § 2 Betriebsrentengesetz BetrAVG) gegenübergestellt. Ergibt die Vergleichsberechnung eine um mindestens 7,5 Prozentpunkte höhere Differenz gegenüber der bisherigen Startgutschrift, ergibt sich ein Zuschlag zur bisherigen Startgutschrift. Die Neuordnung der Zusatzversorgung vom 30. Mai 2011 wurde kritisch begleitet.
Mehrere Oberlandesgerichte haben in zweiter Instanz auch die Vergleichsrechnungen (Neuregelungen für rentenferne Versicherte) für unverbindlich erklärt, da wegen des Abzugs von 7,5 Prozentpunkten vom Unverfallbarkeitsfaktor gleichheitswidrig ganze Gruppen rentenferner Versicherter von einem Zuschlag zu ihrer ursprünglichen rentenfernen Startgutschrift ausgeschlossen sind und die bereits 2007 vom BGH festgestellte Ungleichbehandlung rentenferner Versicherter mit längerer Ausbildung nicht beseitigt worden ist. Wegen der Revisionsmöglichkeit waren Klagen der Zusatzversorgungskassen vor dem BGH anhängig und wurden inzwischen dort auch höchstrichterlich beschieden.
Der IV. Zivilsenat des Bundesgerichtshofs hat die Auffassung der Vorinstanzen mit zwei Revisionsentscheidungen (IV ZR 9/15 und IV ZR 168/15) vom 9. März 2016 bestätigt und beanstandet, die in seinem Urteil vom 14. November 2007 (BGH IV ZR 74/06) festgestellte Ungleichbehandlung werde auch durch die Neuregelung der Satzung für eine Vielzahl rentenferner Versicherter nicht beseitigt. Die Anschlussrevision (BGH IV ZR 168/15) eines rentenfernen Versicherten, der eine Startgutschrift nach Maßgabe der Übergangsvorschriften für rentennahe Versicherte erstrebt hat, hat der Senat jedoch zurückgewiesen. Es gibt eine ausführliche Einschätzung zu den Revisionsentscheidungen des BGH.
Die Tarifvertragsparteien des öffentlichen Dienstes haben sich am 8. Juni 2017 auf die Eckpunkte für eine Neuregelung zur Berechnung der Startgutschriften für die rentenfernen Versicherten verständigt. Bisher erhielt jeder rentenferne Versicherte pro Jahr der Pflichtversicherung in der Zusatzversorgung einen festen Anteil von 2,25 % der für ihn ermittelten höchstmöglichen Voll-Leistung. Nach der Neuregelung wird dieser bisher feste Versorgungssatz in Abhängigkeit vom Alter des Versicherten zum Beginn der Pflichtversicherung variiert und beträgt höchstens 2,5 %, mindestens 2,25 % pro Pflichtversicherungsjahr. Nur ein gewisser Anteil der rentenfernen Pflichtversicherten wird von dieser zweiten Neuregelung profitieren können, nämlich nur der Anteil der Versicherten, deren rentenferne Startgutschrift durch den Formelbetrag nach § 18 Abs. 2 Nr. 1 und 2 Betriebsrentengesetz (BetrAVG) bestimmt wurde (siehe auch die erläuternde Studie).
Die Übergangsregelungen (rentenfernen Startgutschriften) haben als Rechtsgrundlage den § 18 Betriebsrentengesetz (BetrAVG) n.F. mit seiner Bestimmung, pro Jahr Pflichtversicherungszeit einen festen Anteilssatz von 2,25 % zuzubilligen. Der höchstmögliche Versorgungssatz  ist damit erst nach 100/2,25 = 44,44… Jahren erreichbar. Welche Konsequenzen dieser neue Paragraf des Betriebsrentengesetzes für die Pflichtversicherten in der Zusatzversorgung des öffentlichen Dienstes auch nach zwei Neuregelungen der rentenfernen Startgutschriften hat, ist in einem Artikel vom Januar 2019 beschrieben.
Der BGH (IV ZR 120/22)  entschied am 20. September 2023, dass die Bestimmungen der Übergangsregelungen der Tarifparteien aus 2017 nun verfassungskonform und somit wirksam seien. Der BGH verneinte einen Gleichheitsverstoß einerseits durch die ausschließliche Anwendung der fiktiven gesetzlichen Näherungsrente zum 65. LJ, andererseits durch den Ausschluss eines Zuschlags zur rentenfernen Startgutschrift für Versicherte, die vor ihrem 21. LJ (genauer 20,56 (= 65 – 44,44)) in die Pflichtversicherung eintraten. Ein Faktencheck zum BGH-Urteil und ein Zeitschriften-Artikel vom Oktober 2023 belegen formal, einerseits wann und ob die fiktive gesetzliche Näherungsrente gegenüber der auf das 65. Lebensjahr hochgerechneten gesetzlichen Rente bei der Ermittlung der rentenfernen Startgutschrift von Vorteil ist und andererseits wer, wann und warum einen Zuschlag zu seiner rentenfernen Startgutschrift bekommt.